# Ranunculus ficaria
Il ranuncolo favagello (Ranunculus ficaria L., 1753) è una pianta appartenente alla famiglia delle Ranunculaceae, comune ai bordi dei ruscelli.

## Etimologia
Il nome generico (Ranunculus), deriva dal latino rana, che in  greco è Batrachion, in quanto molte specie di questo genere prediligono le zone umide, ombrose e paludose, habitat naturale degli anfibi (è Plinio scrittore e naturalista latino, che c'informa di questa etimologia).

L'epiteto specifico (ficaria) deriva dal latino (ficus = fico). Tale nome è stato attribuito per la somiglianza dei tuberi sotterranei ai fichi. 

Il binomio scientifico attualmente accettato (Ranunculus ficaria) è stato proposto da Carl von Linné (Rashult, 23 maggio 1707 –Uppsala, 10 gennaio 1778), biologo e scrittore svedese, considerato il padre della moderna classificazione scientifica degli organismi viventi, nella pubblicazione Species Plantarum del 1753.

## Descrizione

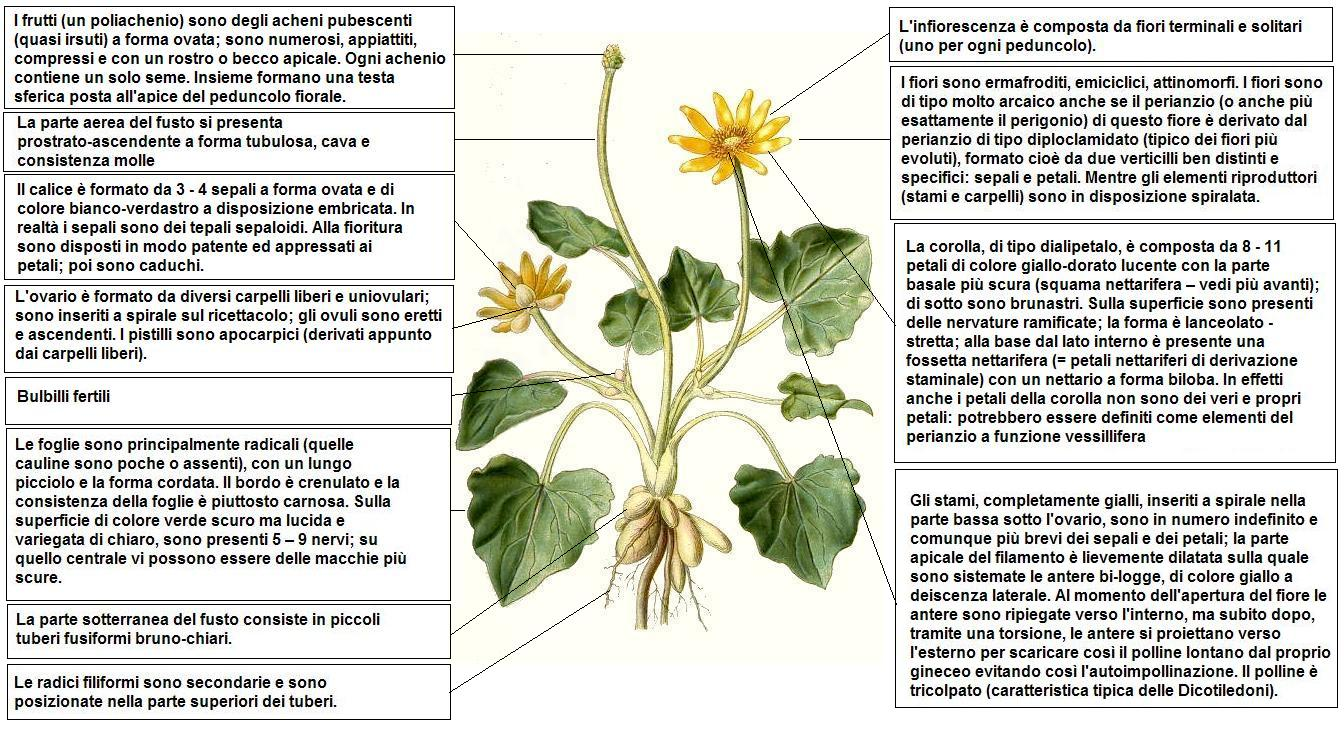
Descrizione delle parti della pianta

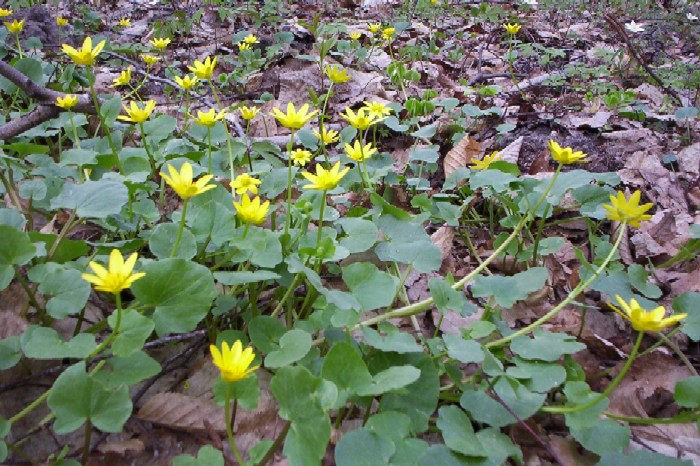
Il portamento

Si tratta di piante con un'altezza variabile dai 6 ai 30 cm fondamentalmente glabre, lucenti e di aspetto un po' cespitoso. Sono inoltre definite geofite bulbose (G bulb), ossia sono piante perenni erbacee che portano le gemme in posizione sotterranea. Durante la stagione avversa non presentano organi aerei e le gemme si trovano in organi sotterranei chiamati tuberi, organi di riserva che annualmente producono nuovi fusti, foglie e fiori. In parte però presentano anche delle caratteristiche tipiche delle emicriptofite scapose (H scap), ossia piante con gemme svernanti al livello del suolo e protette dalla lettiera o dalla neve.

### Radici

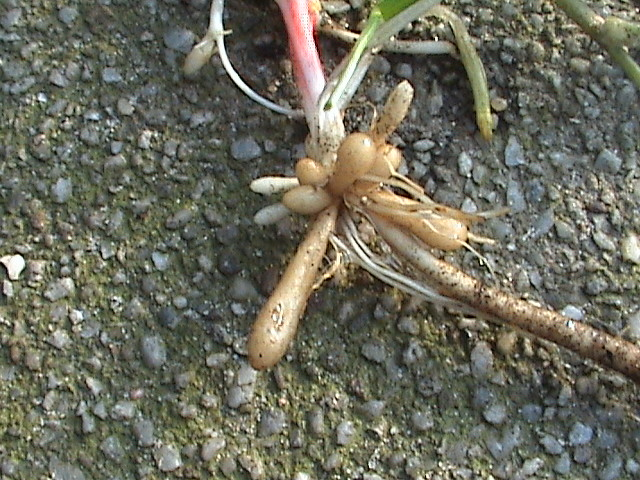
I tuberi

Le radici filiformi sono secondarie e sono posizionate nella parte superiori dei tuberi. Hanno un colore biancastro.

### Fusto
- Parte ipogea: la parte sotterranea consiste in piccoli tuberi fusiformi bruno-chiari. Dimensione dei tuberi: larghezza 4 –5 mm; lunghezza 10 mm (massimo 3 cm).
- Parte epigea: la parte aerea del fusto si presenta prostrato-ascendente a forma tubulosa, glabra, cava e consistenza molle. Diametro massimo di 5 mm.

### Foglie

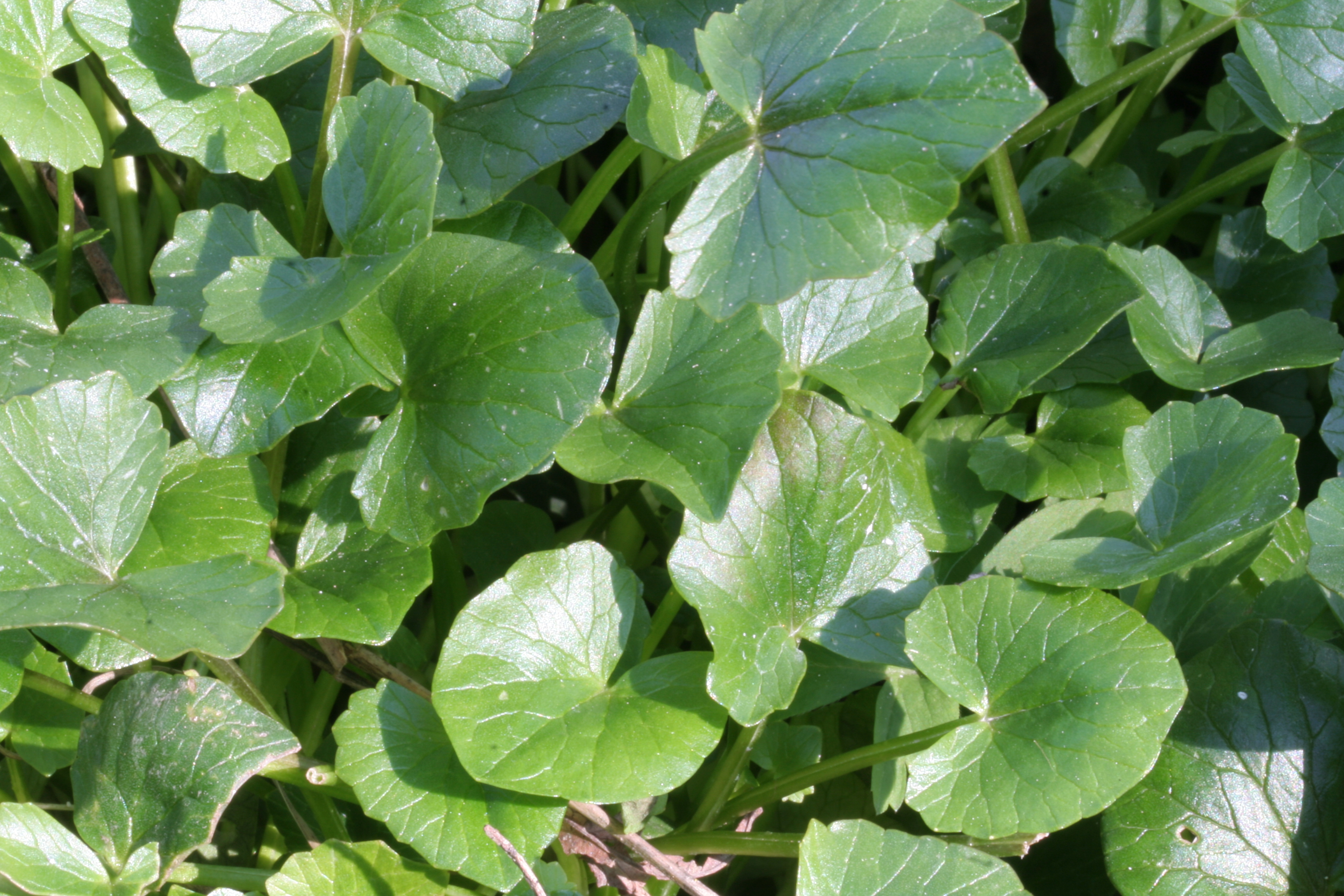
Le foglie
Località: Canizzano (TV), 10 m s.l.m. - 30/03/2008

Le foglie sono principalmente radicali (quelle cauline sono poche o assenti), con un lungo picciolo e la forma cordata. Il bordo è crenato e la consistenza della foglie è piuttosto carnosa. Sulla superficie di colore verde scuro ma lucida e variegata di chiaro, sono presenti 5 – 9 nervi; sul nervo centrale vi possono essere delle macchie più scure. Lunghezza del picciolo: 7 – 11 mm. Dimensione della lamina: larghezza 2 cm: lunghezza 2,5 cm (massimo 5 x 6,5 cm).

### Infiorescenza
L'infiorescenza è composta da fiori terminali e solitari (uno per ogni peduncolo).

### Fiore

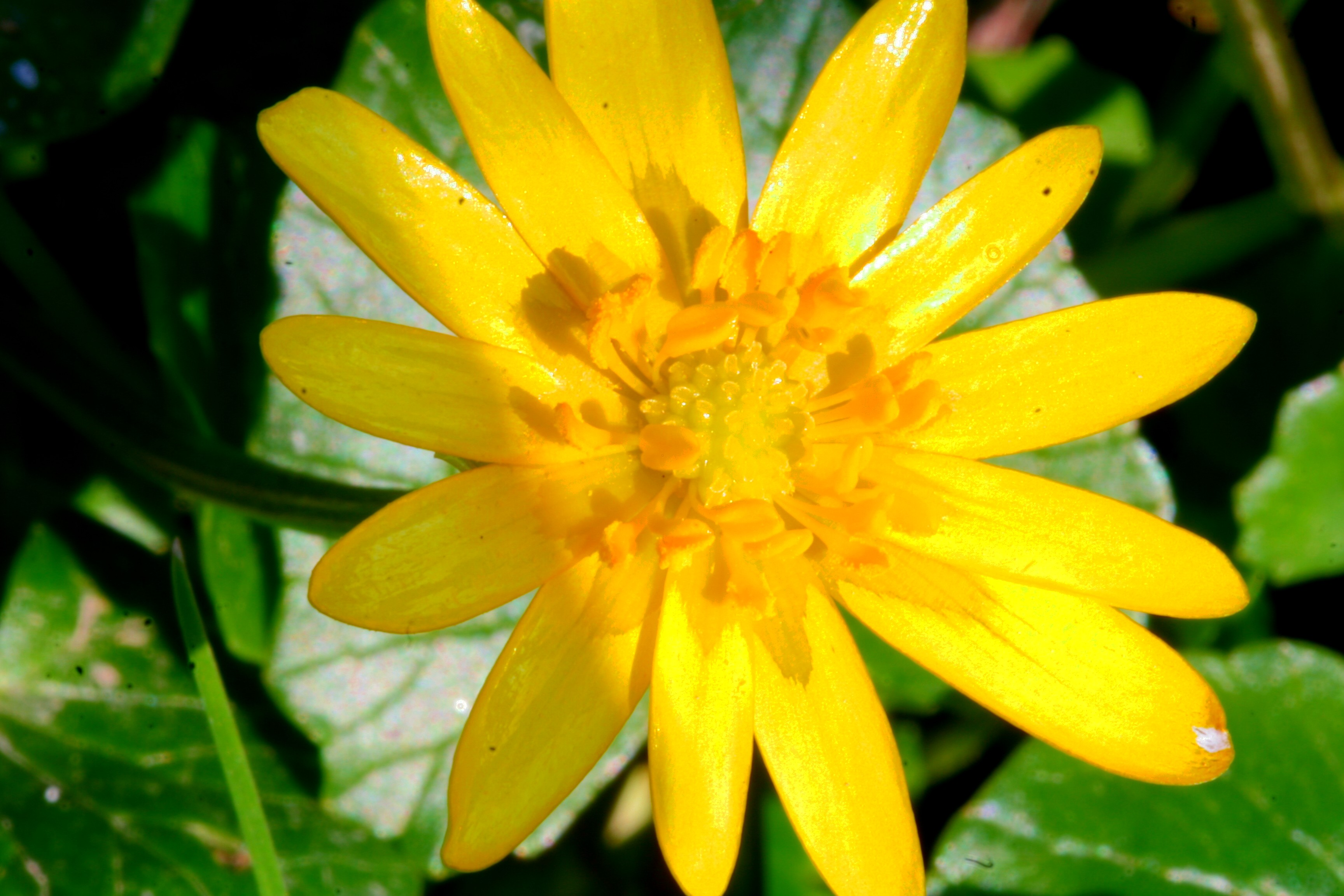
Il fiore
Località: Canizzano (TV), 10 m s.l.m. - 30/03/2008

I fiori sono ermafroditi, emiciclici, attinomorfi. I fiori sono di tipo molto arcaico anche se il perianzio(o anche più esattamente il perigonio) di questo fiore è derivato dal perianzio di tipo diploclamidato (tipico dei fiori più evoluti), formato cioè da due verticilli ben distinti e specifici: sepali e petali. Mentre gli elementi riproduttori (stami e carpelli) sono in disposizione spiralata. Il ricettacolo (supporto per il perianzio) è glabro. Dimensione dei fiori: 20 – 25 mm.
- Formula fiorale: per queste piante viene indicata la seguente formula fiorale:

* K 3-4, C 8-11, A molti, G 1-molti  (supero), achenio
- Calice: il calice è formato da 3 - 4 sepali a forma ovata e di colore bianco-verdastro a disposizione embricata. In realtà i sepali sono dei tepali sepaloidi[7]. Alla fioritura sono disposti in modo patente ed appressati ai petali; poi sono caduchi.
- Corolla: la corolla, di tipo dialipetalo, è composta da 8 - 11 petali di colore giallo-dorato lucente con la parte basale più scura (squama nettarifera – vedi più avanti); di sotto sono brunastri. Sulla superficie sono presenti delle nervature ramificate; la forma è lanceolato-stretta; alla base dal lato interno è presente una fossetta nettarifera (= petali nettariferi di derivazione staminale) con un nettario a forma biloba. In effetti anche i petali della corolla non sono dei veri e propri petali: potrebbero essere definiti come elementi del perianzio a funzione vessillifera[8].
- Androceo: gli stami, completamente gialli, inseriti a spirale nella parte bassa sotto l'ovario, sono in numero indefinito e comunque più brevi dei sepali e dei petali; la parte apicale del filamento è lievemente dilatata sulla quale sono sistemate le antere bi-logge, di colore giallo a deiscenza laterale. Al momento dell'apertura del fiore le antere sono ripiegate verso l'interno, ma subito dopo, tramite una torsione, le antere si proiettano verso l'esterno per scaricare così il polline lontano dal proprio gineceo evitando così l'autoimpollinazione. Il polline è tricolpato (caratteristica tipica delle Dicotiledoni).
- Gineceo: l'ovario è formato da diversi carpelli liberi e uniovulari; sono inseriti a spirale sul ricettacolo; gli ovuli sono eretti e ascendenti. I pistilli sono apocarpici (derivati appunto dai carpelli liberi).
- Fioritura: da gennaio a maggio.

### Frutti
I frutti sono degli acheni pubescenti (quasi irsuti) a forma ovata; sono numerosi, appiattiti, compressi e con un rostro o becco apicale. Ogni achenio contiene un solo seme. Insieme formano una testa sferica posta all'apice del peduncolo fiorale (un poliachenio).

## Riproduzione
La riproduzione di queste piante avviene i due modi: 
- per via sessuata grazie all'impollinazione degli insetti pronubi (soprattutto api) in quanto sono piante provviste di nettare (impollinazione entomogama);
- tramite dei bulbilli posti all'ascella delle foglie superiori che, staccandosi dalla pianta madre, svolgono la funzione di riproduzione vegetativa. In questo caso le piante presentano dei frutti acheni quasi atrofizzati e quindi inutili per la riproduzione. Anche i fiori sono più piccoli in quanto non svolgono la funzione di richiamo per gli insetti.

## Tassonomia
Il genere Ranunculus è un gruppo molto numeroso di piante comprendente oltre 400 specie originarie delle zone temperate e fredde del globo, delle quali quasi un centinaio appartengono alla flora spontanea italiana. La famiglia delle Ranunculaceae invece comprende oltre 2500 specie distribuite su 58 generi. 

Le specie spontanee della nostra flora sono suddivise in tre sezioni (suddivisione a carattere pratico in uso presso gli orticoltori organizzata in base al colore della corolla): Xanthoranunculus – Batrachium – Leucoranunculus. La specie Ranunculus ficaria appartiene alla prima sezione (Xanthoranunculus) caratterizzata dall'avere la corolla gialla.

Un'altra suddivisione, che prende in considerazione caratteristiche morfologiche ed anatomiche più consistenti, è quella che divide il genere in due sottogeneri (o subgeneri), assegnando il Ranunculus ficaria al subgenere Ranunculus, caratterizzato da piante con fusti eretti (e quindi forniti di tessuti di sostegno), peduncoli dell'infiorescenza eretti alla fruttificazione, lamina fogliare ben sviluppata e petali gialli (o bianchi).

Ranunculus ficaria fa parte del “Gruppo di R. ficaria”, gruppo caratterizzato dall'avere un fusto sotterraneo a forma di piccoli tuberi, foglie a lamina cordata e fiori a 8 – 11 petali. Quest'ultima caratteristica (insieme al calice a 3 sepali) è la più distintiva del gruppo (le altre specie di Ranunculus possiedono di norma 5 sepali e 5 petali) tanto che alcuni botanici preferiscono considerarlo un genere autonomo. In effetti già il botanico germanico Johann Jacob Dillenius (1684-1747) aveva creato un genere a parte (Ficaria) per queste specie. Di questo gruppo sul territorio italiano è presente solamente un'altra specie: Ranunculus ficariiformis F.W.Schultz.

Il numero cromosomico di R. ficaria è: 2n = 16 (forma diploide). Esiste anche una forma tetraploide (2n = 32). Quest'ultima preferisce luoghi più ombrosi e s'identifica con la sottospecie bulbifer.

### Variabilità
Nell'elenco che segue sono indicate alcune sottospecie (l'elenco può non essere completo e alcuni nominativi sono considerati da altri autori dei sinonimi della specie principale o anche di altre specie):

#### Subsp.fertilis
- Sinonimo: Ranunculus ficaria subsp. fertilis Laegaard (2001).
- Descrizione: il fusto è facilmente prostrato (lungo fino a 30 cm) e radicante ai nodi; le foglie basali sono più arrotondate che cuoriformi e con i margini crenati; quelle cauline sono quasi assenti. I petali sono ovati in modo stretto. Non presenta dei bulbilli ascellari. Dimensione dei sepali: larghezza 3,5 mm; lunghezza 7 mm. Dimensione dei petali: larghezza 4 mm; lunghezza 12 mm.
- Geoelemento: il tipo corologico (area di origine) è Ovest – Europeo. In generale queste piante sono considerate Eurasiatiche (dall'Europa al Giappone).
- Distribuzione: è la stirpe più diffusa ed è comune su tutto il territorio italiano (isole comprese). Nelle Alpi è presente nelle seguenti province: CN TO AO VC NO VA SO BS BL. Sul versante nord delle Alpi si trova nelle Alpi francesi e nella zona di Berna (Svizzera). Su resto dei rilievi europei si trova nei Pirenei, Massiccio Centrale, Massiccio del Giura, Vosgi e Foresta Nera. Oltre nell'Asia, queste piante si trovano in Africa settentrionale, mentre in America del Nord sono state introdotte dall'uomo.
- Habitat: l'habitat tipico sono i boschi di latifoglie e siepi in luoghi umidi; ma anche pioppeti, ontaneti, frassineti, betuleti e castagneti. Il substrato preferito è sia calcareo che siliceo con pH neutro, alti valori nutrizionali del terreno che deve essere umido.
- Distribuzione altitudinale: sui rilievi queste piante si possono trovare fino a 1300 m s.l.m.; frequentano quindi i seguenti piani vegetazionali: collinare, montano.
- Fitosociologia: dal punto di vista fitosociologico la specie di questa voce appartiene alla seguente comunità vegetale[13]:

Formazione: delle comunità forestali
Classe: Carpino-Fagetea

#### Subsp.bulbifer
- Ranunculus ficaria subsp. bulbifer (Marsden-J.) Lawalrée
- Sinonimo: Ranunculus ficaria subsp. bulbilifer Lambinon (1981).
- Descrizione: il fusto è facilmente prostrato e radicante ai nodi. Questa sottospecie è caratterizzata dal presentare dei bulbilli biancastri e fusiformi all'ascella delle foglie superiori. I fiori sono più piccoli delle altre varietà e producono degli acheni facilmente abortivi (vedi paragrafo sulla “Riproduzione”).
- Geoelemento: il tipo corologico (area di origine) è Europeo.
- Distribuzione: è presente solo al nord dell'Italia. Nelle Alpi si trova ovunque (escluse le province di TO VA CO BL) e parte delle Alpi francesi; è ugualmente presente su tutti i rilievi europei ad esclusione dei Vosgi e della Foresta Nera.
- Habitat: l'habitat tipico sono i boschi di Carpino e Farnia; ma anche pioppeti, ontaneti, frassineti, betuleti e castagneti. Il substrato preferito è sia calcareo che siliceo con pH neutro, alti valori nutrizionali del terreno che deve essere umido.
- Distribuzione altitudinale: sui rilievi queste piante si possono trovare fino a 1300 m s.l.m.; frequentano quindi i seguenti piani vegetazionali: collinare e montano.
- Fitosociologia: dal punto di vista fitosociologico la specie di questa voce appartiene alla seguente comunità vegetale[13]:

Formazione: delle comunità forestali
Classe: Carpino-Fagetea

#### Subsp.nudicaulis
- Ranunculus ficaria subsp. nudicaulis (Kerner) Hegi
- Sinonimi: Ranunculus ficaria subsp. calthifolius (Rchb.) Arcang. (1882) – Ficaria calthifolia Rchb. (1832) (basionimo) - Ficaria nudicaulis A.Kern.
- Descrizione: i fusti di queste piante sono ascendenti e di minori dimensioni (5 – 10 cm) e non sono radicanti ai nodi e neppure sono presenti i bulbilli. Le foglie basali sono più triangolari e con i margini interi. I fiori sono più piccoli (15 – 20 mm). I petali all'apice sono arrotondati. Dimensione dei sepali: larghezza 5 mm; lunghezza 7 mm. Dimensione dei petali: larghezza 5 – 6 mm; lunghezza 10 – 13 mm.
- Geoelemento: il tipo corologico (area di origine) è Sud Est - Europeo.
- Distribuzione: è localizzata più verso est. In Italia è presente negli Appennini e in alcune zone delle Alpi (Piemonte e Veneto); nelle Alpi oltre confine si trova nell'Austria Inferiore (Vienna); sugli altri rilievi europei si trova nelle Alpi Dinariche, Monti Balcani e Carpazi.
- Habitat: l'habitat tipico sono i querceti, carpineti, castagneti e betuleti; ma anche i querceti termofili sub-mediterranei. Il substrato preferito è sia calcareo che siliceo con pH neutro, medi valori nutrizionali del terreno che deve essere secco.
- Distribuzione altitudinale: sui rilievi queste piante si possono trovare fino a 800 m s.l.m.; frequentano quindi il piano vegetazionale: collinare.
- Fitosociologia: dal punto di vista fitosociologico la specie di questa voce appartiene alla seguente comunità vegetale[13]:

Formazione: delle comunità forestali
Classe: Quercetea pubescentis
Ordine: Quercetalia pubescentis-sessiliflorae

Secondo le ultime ricerche questa struttura delle sottospecie di ficaria, proposta da Sandro Pignatti nella ”Flora d'Italia”, è modificata nel seguente modo:
- R. ficaria subsp. calthifolius (Rchb.) Arcang: comprende la subsp. nudicaulis (Kerner) Hegi.
- R. ficaria subsp. ficaria: include il taxon subsp. bulbilifer Lambinon (e quindi come sinonimo la subsp. bulbifer (Marsden-J.) Lawalrée)
- R. ficaria subsp. ficariiformis (F. W. Schultz) Rouy et Foucaud: comprende quindi la specie Ranunculus ficariiformis F.W.Schultz.

#### Altre sottospecie
Qui di seguito sono indicate delle sottospecie non presenti in Italia.
- Ranunculus ficaria subsp. chrysocephalus P.D.Sell (1991) - distribuzione: Grecia.
- Ranunculus ficaria subsp. ficariiformis (F.W.Schultz) Rouy & Foucaud (1893) (sinonimo: Ranunculus ficariformis F.W.Schultz) - distribuzione: Sud Europa

### Sinonimi
La specie di questa voce ha avuto nel tempo diverse nomenclature. L'elenco che segue indica alcuni tra i sinonimi più frequenti:
- Ranunculus claviformis Dulac (1867)
- Ranunculus praecox Salisb. (1796)
- Ficaria degenii Hervier
- Ficaria ranunculoides Roth.
- Ficaria verna Hudson
- Ficaria vulgaris A.St.-Hil.

### Specie simili
L'altra specie appartenente al “Gruppo di R. ficaria” (Ranunculus ficariiformis F.W.Schultz – Favagello maggiore) si distingue per un portamento più robusto (le foglie e i fiori sono più grandi), per i petali con nervatura molto ramificata e la forma ovale del nettario. Non è presente nelle Alpi (solo Appennini e isole) ed è rara.

Dagli altri ranuncoli la specie ficaria si distingue facilmente per il numero dei petali (che è 5 nelle altre specie).

## Usi

### Farmacia
Queste piante contengono l'anemonina (oltre a saponine e tannini); sono sostanze particolarmente tossiche per animali e uomini. Infatti gli erbivori brucano le foglie di queste piante con molta difficoltà e solamente dopo una buona essiccazione (erba affienata) che fa evaporare le sostanze più pericolose. Anche le api evitano di bottinare il nettare dei “ranuncoli”. Sulla pelle umana queste piante possono creare delle vesciche (dermatite); mentre sulla bocca possono provocare intenso dolore e bruciore alle mucose.

Queste piante possiedono proprietà rubefacenti (richiama il sangue in superficie, alleggerendo la pressione interna), vescicatorie (proprietà contenute nei bulbilli) e revulsive (decongestionamento di un organo interno attraverso delle applicazioni sulla pelle) molto pronunciate e responsabili di seri inconvenienti. Anticamente venivano usate nel trattamento delle emorroidi e ulcere ma anche come astringente (limita la secrezione dei liquidi - proprietà contenute soprattutto nei tuberi radicali), ma ora non più a causa dell'elevata tossicità di alcune sostanze contenute in queste piante.

### Cucina
Le giovani foglie in primavera possono essere usate come insalata o in minestre con altre verdure. Inoltre i bulbilli e le giovani foglie, dopo opportuna lessatura, vengono consumate da alcune popolazioni come legumi. Tuttavia dato il grado di tossicità è consigliabile non usare in cucina nessuna parte di questa pianta.

### Giardinaggio
Sono piante rustiche di facile impianto per cui spesso sono coltivate nei giardini rustici o anche alpini. Prediligono posizioni di medio sole, terreno soffice, ricco e mediamente umido.